# 葉敬愿
葉敬愿（？—？），號欽虞，山東德州衛人，祖籍浙江餘姚，明朝政治人物。

## 生平
萬曆十三年（1585年）乙酉科山東鄉試舉人。萬曆二十年（1592年）壬辰科三甲第八十四名進士，都察院觀政，八月授山西陽城縣知縣。二十六年降永平州经历，二十七年升官直隸樂亭縣知縣。卒于官。

## 家族
曾祖葉琩，封户科給事中；祖父葉洪，工科右給事中；父葉從吾（1524年-1595年），號夢林；母常氏（1524年-1595年），御史常時平長女。弟葉敬思。